# Richard Hale
Pour les articles homonymes, voir Hale.
Richard Hale, né le 16 novembre 1892 à Rogersville (Tennessee), mort le 18 mai 1981 à Los Angeles — Quartier de Northridge (Californie), est un acteur américain.

## Biographie
Richard Hale fait ses débuts d'acteur au théâtre et joue à Broadway (New York) dans onze pièces, de 1914 à 1933 (Les Bas-fonds de Maxime Gorki en 1930, avec Walter Abel). Toujours sur les planches new-yorkaises, il participe également à deux comédies musicales — dont Lady in the Dark en 1943, sur une musique de Kurt Weill, des lyrics d'Ira Gershwin et un livret de Moss Hart, avec Gertrude Lawrence —, ainsi qu'à un opéra en 1939, Le Diable et Daniel Webster, sur une musique de Douglas Moore, d'après l'histoire éponyme de Stephen Vincent Benét (qui sera adaptée à l'écran en 1941 ; titre français : Tous les biens de la terre).
Au cinéma, excepté un film muet sorti en 1916, Il apparaît dans une soixantaine de films américains (dont des westerns) de 1944 à 1976, souvent comme second rôle de caractère, Il sera l'un des trois Rois Mages dans Ben Hur, de William Wyler en 1959, parfois dans des petits rôles non crédités. Parmi ses films notables, mentionnons None Shall Escape d'André De Toth (son premier film parlant en 1944, avec Alexander Knox), Scaramouche de George Sidney (version de 1952, avec Stewart Granger dans le rôle-titre) et Du silence et des ombres de Robert Mulligan (1962, avec Gregory Peck).
À la télévision, hormis un téléfilm en 1973 et un feuilleton en 1978, il collabore surtout à soixante-neuf séries (y compris dans le domaine du western), entre 1951 et 1978. Citons Perry Mason (première série, 1957-1964, quatre épisodes), Bonanza (1966-1967, quatre épisodes) et Star Trek (1968, un épisode).

## Théâtre (sélection)
Pièces (sauf mention contraire) jouées à Broadway
- 1914 : The Garden of Paradise d'Edward Sheldon, d'après La Petite Sirène d'Hans Christian Andersen
- 1915 : Back Home de Bayard Veiller
- 1916 : The Silent Witness d'Otto Hauerbach, avec DeWitt Jennings, Henry Kolker
- 1919-1920 : Aphrodite, pièce (avec musique) de Pierre Frondaie et George C. Hazelton (en), adaptée du roman éponyme de Pierre Louÿs, chorégraphie de Michel Fokine, avec Etienne Girardot
- 1928 : Goin' Home de Ransom Rideout, avec Russell Hicks, Georges Renavent
- 1930 : Les Bas-fonds (titre original : На дне / Na Dnié ; titre anglais : At the Bottom) de Maxime Gorki, adaptation de William W. Lawrence, avec Walter Abel, Victor Kilian, Edgar Stehli, Ian Wolfe
- 1930 : Les Guerriers d'Helgeland (en) (titre original : Hærmændene paa Helgeland ; titre anglais : The Vikings at Helgeland ou The Vikings) d'Henrik Ibsen, adaptation de Blanche Yurka et Thomas Wilfred, avec Charles Waldron, Warren William, Blanche Yurka
- 1931 : Green Grow the Lilacs (en), pièce (avec musique) de Lynn Riggs (en), avec Tex Ritter, Lee Strasberg, Franchot Tone, Helen Westley, Norton Worden
- 1932 : Housewarming de Gilbert Emery
- 1933 : The Comic Artist de Susan Glaspell et Norman Matson, avec Blanche Yurka
- 1933 : Primavera en otoño (Spring in Autumn) de Gregorio Martínez Sierra, adaptation de Blanche Yurka et Nene Belmonte, mise en scène de Bretaigne Windust, avec Esther Dale, Mildred Natwick, James Stewart, Blanche Yurka
- 1939 : Le Diable et Daniel Webster (The Devil and Daniel Webster), opéra en un acte, musique de Douglas Moore, livret d'après l'histoire éponyme de Stephen Vincent Benét, mise en scène de John Houseman, direction musicale de Fritz Reiner et Lee Pattison (en) (en alternance), avec Richard Hale en remplacement
- 1939 : Susannah, don't you cry, comédie musicale, musique de Stephen Foster, arrangements et lyrics d'Hans Spialek (en), livret de Sarah Newmeyer et Clarence Loomis
- 1943 : Lady in the Dark, comédie musicale, musique, orchestrations et arrangements de Kurt Weill, lyrics d'Ira Gershwin, livret de Moss Hart, mise en scène de Moss Hart et Hassard Short, costumes d'Irene Sharaff et Hattie Carnegie, direction musicale de Maurice Abravanel, avec Gertrude Lawrence, Hugh Marlowe, Willard Parker

## Filmographie partielle

### Au cinéma
- 1916 : Caprice of the Mountains de John G. Adolfi
- 1944 : Sésame ouvre-toi ! (Girl in the Case) de William Berke
- 1944 : Pas un n'échappera (None Shall Escape) d'André de Toth
- 1945 : Aladin et la lampe merveilleuse (A Thousand and One Nights) d'Alfred E. Green
- 1945 : Counter-Attack (en) de Zoltan Korda
- 1946 : Règlement de comptes à Abilene Town (Abilene Town) d'Edwin L. Marin
- 1946 : La Ville des sans-loi (Badman's Territory) de Tim Whelan
- 1946 : The Man Who Dared (en) de John Sturges
- 1947 : L'Orchidée blanche (The Other Love) d'André de Toth
- 1948 : Port Saïd (Port Said) de Reginald Le Borg
- 1949 : Mam'zelle mitraillette (The Beautiful Blonde from Bashful Bend) de Preston Sturges
- 1949 : The Pilgrimage Play de Frank R. Strayer : Pontius Pilate
- 1949 : Les Fous du roi (All the King's Men) de Robert Rossen
- 1950 : L'Aigle du désert (The Desert Hawk) de Frederick de Cordova
- 1950 : La Loi des bagnards (en) (Convicted) de Henry Levin
- 1951 : Kim de Victor Saville
- 1951 : Le Droit de tuer (The Unknown Man), de Richard Thorpe
- 1951 : Trois Troupiers (Soldiers Three) de Tay Garnett
- 1951 : L'Homme au manteau noir (The Man with a Cloak) de Fletcher Markle
- 1951 : L'Amant de Lady Loverly (The Law and the Lady) d'Edwin H. Knopf
- 1951 : Angels in the Outfield de Clarence Brown
- 1951 : Les Frères Barberousse (Flame of Araby) de Charles Lamont
- 1952 : La Mission du commandant Lex (Springfield Rifle) d'André de Toth
- 1952 : Le Miracle de Fatima (The Miracle of Our Lady of Fatima) de John Brahm
- 1952 : Le Trésor des Caraïbes (Caribbean) d'Edward Ludwig
- 1952 : Scaramouche de George Sidney
- 1953 : Jules César (Julius Caesar) de Joseph L. Mankiewicz
- 1953 : Les Rebelles de San Antone (en) (San Antone) de Joseph Kane
- 1953 : La Ville sous le joug (The Vanquished) d'Edward Ludwig
- 1953 : La Mer des bateaux perdus (Sea of Lost Ships) de Joseph Kane
- 1953 : Le Diamant bleu (en) (The Diamond Queen) de John Brahm
- 1953 : On se bat aux Indes (Rogue's March) d'Allan Davis (en)
- 1954 : Les Jarretières rouges (Red Garters) de George Marshall
- 1954 : Tornade (Passion) d'Allan Dwan
- 1954 : L'Aigle solitaire (Drum Beat) de Delmer Daves
- 1955 : La Chérie de Jupiter (Jupiter's Darling) de George Sidney
- 1955 : L'Homme traqué (en) (A Man Alone) de Ray Milland
- 1955 : Les Contrebandiers de Moonfleet (Moonfleet) de Fritz Lang
- 1956 : La Loi du Seigneur (Friendly Persuasion) de William Wyler
- 1956 : Les Piliers du ciel (Pillars of the Sky) de George Marshall
- 1956 : Canyon Crossroads d'Alfred L. Werker
- 1957 : À deux pas de l'enfer (Short Cut to Hell) de James Cagney
- 1959 : Ben-Hur de William Wyler
- 1962 : Du silence et des ombres (To kill a Mockingbird) de Robert Mulligan
- 1962 : Les Trois Sergents (Sergents 3) de John Sturges
- 1962 : La Tour de Londres (Tower of London) de Roger Corman
- 1964 : Prête-moi ton mari (Good Neighbor Sam) de David Swift
- 1971 : Scandalous John de Robert Butler
- 1972 : The Limit de Yaphet Kotto
- 1973 : Un petit Indien (One Little Indian) de Bernard McEveety
- 1975 : Rafferty et les Auto-stoppeuses (Rafferty and the Gold Dust Twins) de Dick Richard
- 1976 : Complot de famille (Family Plot) d'Alfred Hitchcock

### À la télévision
Séries (sauf mention contraire)
- 1957 : La Flèche brisée (Broken Arrow)
  - Saison 1, épisode 30 The Archeologist de Frank McDonald
- 1957-1963 : La Grande Caravane (Wagon Train)
  - Saison 1, épisode 1 The Willy Moran Story (1957) d'Herschel Daugherty
  - Saison 2, épisode 17 The Ben Courtney Story (1960) d'Abner Biberman
  - Saison 7, épisode 14 The Cassie Vance Story (1963) de Joseph Pevney
- 1957-1964 : Première série Perry Mason
  - Saison 1, épisode 33 The Case of the Nervous Accomplice (1957) de William D. Russell
  - Saison 2, épisode 2 The Case of the Lucky Loser (1958) de William D. Russell
  - Saison 3, épisode 11 The Case of the Violent Village (1960) de William D. Russell
  - Saison 8, épisode 4 The Case of the Sleeper Slayer (1964) de Jesse Hibbs
- 1959 : Peter Gunn
  - Saison 1, épisode 33 Lady Wind Bell's Fan de Walter Grauman
- 1959-1964 : Rawhide
  - Saison 1, épisode 16 Incident of the Misplaced Indians (1959) de Jesse Hibbs
  - Saison 5, épisode 24 Incident of the Clown (1963) de Don McDougall
  - Saison 6, épisode 31 Incident of the Peyote Cup (1964)
- 1960 : Aventures dans les îles (Adventures in Paradise)
  - Saison 2, épisode 8 Pour une perle (One Little Pearl) de Robert Florey
- 1960-1962 : Maverick
  - Saison 4, épisode 3 The Town that wasn't there (1960) et épisode 11 Bolt from the Blue (1960) de Robert Altman
  - Saison 5, épisode 6 Poker Face (1962) de Michael O'Herlihy
- 1961 : Alfred Hitchcock présente (Alfred Hitchcock presents)
  - Saison 6, épisode 18 Le Plus Grand Monstre du cinéma parlant (The Greatest Monster of Them All) de Robert Stevens
- 1961 : Cheyenne
  - Saison 6, épisode 8 Legacy of the Lost de Richard C. Sarafian
- 1964 : Suspicion (The Alfred Hitchcock Hour)
  - Saison 2, épisode 30 The Second Verdict de Lewis Teague
- 1965 : Première série L'Homme à la Rolls (Burke's Law)
  - Saison 2, épisode 18 Who killed Toy Soldier ? de Jerry Hopper
- 1965 : Les Monstres (The Munsters)
  - Saison 1, épisode 31 Je t'aime, mon petit Monstre ! (Love comes to Mockingbird Heights) de Joseph Pevney
- 1965 : La Grande Vallée (The Big Valley)
  - Saison 1, épisode 6 Heritage de Paul Wendkos
- 1966 : Les Arpents verts (Green Acres)
  - Saison 1, épisode 21 What's in the Name ? de Richard L. Bare
- 1966 : Annie, agent très spécial (The Girl from U.N.C.L.E.)
  - Saison unique, épisode 2 Aux mains de Zalamar (The Prisoner of Zalamar Affair) d'Herschel Daugherty
- 1966 : Daniel Boone
  - Saison 3, épisode 13 River Passage de William Witney
- 1966-1967 : Bonanza
  - Saison 7, épisodes 17 et 18 Ride the Wind, Parts I & II (1966) de William Witney
  - Saison 8, épisode 21 Journey to Terror (1967) de Lewis Allen
  - Saison 9, épisode 2 Sense of Duty (1967) de William Witney
- 1966-1967 : Le Cheval de fer (The Iron Horse)
  - Saison 1, épisode 7 Cougar Man (1966) de Robert Totten
  - Saison 2, épisode 4 Five Days to Washtiba (1967) de László Benedek
- 1967 : Les Envahisseurs (The Invaders)
  - Saison 2, épisode 6 Le Procès (The Trial) de Robert Butler
- 1967 : Hondo
  - Saison unique, épisode 15 Hondo and the Gladiators
- 1968 : Star Trek
  - Saison 3, épisode 3 Illusion (The Paradise Syndrome) de Jud Taylor
- 1968 : Les Mystères de l'Ouest (The Wild Wild West)
  - Saison 4, épisode 4 La Nuit de l'éternelle Jeunesse (The Night of the Sedgewick Curse) de Marvin J. Chomsky : Philip Sedgewick
- 1968-1973 : Gunsmoke ou Police des plaines (Gunsmoke ou Marshal Dillon)
  - Saison 13, épisode 23 The First People (1968) de Robert Totten
  - Saison 15, épisode 15 The War Priest (1970)
  - Saison 17, épisode 16 No Tomorrow (1972)
  - Saison 18, épisode 20 Whelan's Men (1973)
- 1972 : Le Sixième Sens (The Sixth Sense), Saison 1, épisode 7 With this Ring, I thee kill !
- 1972 : Mannix
  - Saison 6, épisode 10 La Disparition (Harvest of Death) de Paul Krasny
- 1973 : La Dernière Enquête (Brock's Last Case), téléfilm de David Lowell Rich
- 1978 : La Conquête de l'Ouest (How the West was won), feuilleton, épisodes non spécifiés
- 1978 : Sergent Anderson (Police Woman)
  - Saison 4, épisode 16 La Loi du silence (Sons) de Richard Benedict